# Sergei Ryjikov
Sergei Nikolaevich Ryjikov (em russo:  Сергей Николаевич Рыжиков) (Bugulma, 19 de agosto de 1974) é um cosmonauta russo.
Selecionado para o corpo de cosmonautas da Roscosmos em 2006, ex-tenente-coronel e piloto  da Força Aérea Russa de onde passou à reserva em 2012, fez seu primeiro voo espacial em outubro de 2016 como comandante da nave Soyuz MS-02 e posterior tripulante das expedições 49 e 50 na Estação Espacial Internacional, onde permaneceu por cerca de seis meses.